# Хімінець Максим Віталійович
Максим Віталійович Хімінець (нар. 15 травня 2006, Україна) — український футболіст, центральний нападник словацького «Погроньє».

## Життєпис
У юнацьких змаганнях та ДЮФЛУ виступав за «УФК-Карпати» (Львів), УФК (Дніпро) та МФА (Мукачево).
У середині серпня 2022 року виїхав до Словаччини, де підписав контракт з «Подбрезовою». Захищав кольори молодіжної команди (U-19). Вперше до заявки першої команди потрапив 2 березня 2023 року, на програний (1:2) виїзний поєдинок 22-го туру словацької Суперліги проти «Ружомберока»ю Максим просидів усі 90 хвилин на лаві запасних. У весняній частині сезону 2023/24 років 3 рази потрапляв до заявки першої команди на матчі вищого дивізіону словацького чемпіонату та на 1 поєдинок кубку Словаччини.
У середині липня 2024 року вільним агентом перейшов до «Погроньє». Дебютував за нову команду 26 липня 2024 року в переможному (3:2) домашньому поєдинку 1-го туру Другої ліги Словаччини проти резервної команди «Жиліни». Хімінець вийшов на поле на 46-й хвилині замість Адама Хорвата. Першим голом у дорослому футболі відзначився 20 вересня 2024 року на 70-й хвилині переможного (2:0) домашнього поєдинку 8-го туру проти «Злате Моравце». Максим вийшов на поле на 65-й хвилині замість Філіпа Шилхарта.